# Condado de Hudson
El condado de Hudson es un condado del estado de Nueva Jersey, Estados Unidos. Tiene una población estimada, a mediados de 2023, de 705 472 habitantes.La sede de condado es Jersey City.

## Geografía
Según la Oficina del Censo, tiene una superficie total de 161.48 km², de los cuales 119.64 km² corresponden a tierra firme y 41,84 km² están cubiertos de agua.

## Demografía
Según la estimación 2018-2022 de la Oficina del Censo, los ingresos medios de los hogares del condado son de $89,272 y los ingresos medios de las familias son de $99,491. Los ingresos per cápita en los últimos doce meses, medidos en dólares de 2022, son de $51,277. Alrededor del 15.5% de la población está por debajo de la línea de pobreza nacional.

## Localidades

### Ciudades
- Bayonne
- Hoboken
- Jersey City
- Union City

### Boroughs
- East Newark

### Pueblos
- Guttenberg
- Harrison
- Kearny
- Secaucus
- West New York

### Municipios (townships)
- North Bergen
- Weehawken